# جان بيير فيالا
جان بيير فيالا (بالفرنسية: Jean-Pierre Fiala)‏ (مواليد 22 أبريل 1969) هو لاعب كرة قدم. يلعب مع منتخب الكاميرون لكرة القدم. سبق له أن لعب في كأس العالم لكرة القدم مع منتخب بلاده.

## روابط خارجية
- جان بيير فيالا على موقع الاتحاد الدولي (مؤرشف)  (الإنجليزية)
- جان بيير فيالا على موقع قاعدة بيانات كرة القدم.إي يو (الإنجليزية)
- جان بيير فيالا على موقع ناشيونال فوتبول تيمز (الإنجليزية)
- جان بيير فيالا على موقع عالم كرة القدم.نت (الإنجليزية)